# Opius superficiarius
Opius superficiarius är en stekelart som beskrevs av Fischer 1969. Opius superficiarius ingår i släktet Opius och familjen bracksteklar. Inga underarter finns listade i Catalogue of Life.